# Пузириста текстура

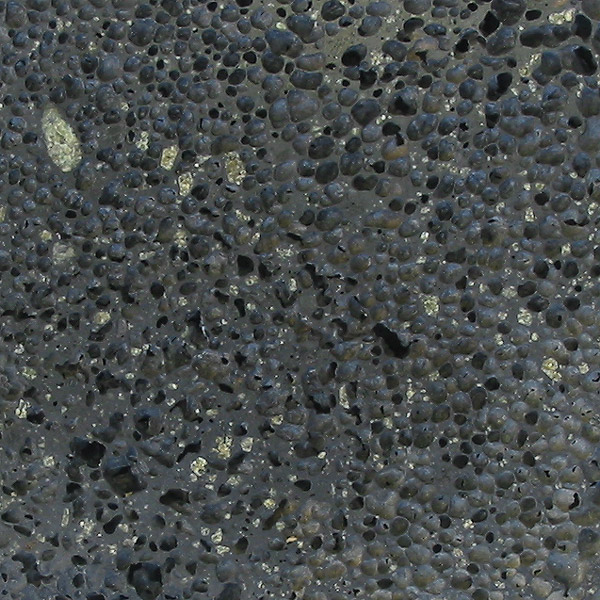
Пузиристий хризолітовий базальт

Пузириста текстура (рос. пузыристая текструра, англ. vesicular structure; нім. Blasenstruktur f, Blasentextur f) — характерна для деяких пористих ефузивних порід, які містять багато округлих або еліпсоподібних порожнин, що утворилися на місці газів, які виділилися при застиганні лави.